# Пузур-Ашшур II
Пузур-Ашшур II — правитель стародавнього міста Ашшур у XIX столітті до н. е.